# Најдужи растући подниз
Проблем проналаска најдужег растућег подниза (енгл. longest increasing subsequence) представља алгоритамски проблем у којем је потребно одредити најдужи подниз не обавезно узастопних елемената датог низа, који је растући. Решење проблема не мора бити јединствено. На пример, за низ {0, 8, 4, 12, 2, 10, 6, 14, 1, 9, 5, 13, 3, 11, 7, 15}, дужина најдужег растућег подниза износи 6 и једно од могућих решења је подниз {0, 2, 6, 9, 13, 15}. Поднизови {0, 4, 6, 9, 11, 15} и {0, 4, 6, 9, 13, 15} су такође могућа решења датог проблема. Проблем проналаска најдужег растућег подниза се може решити у времену О(n log n), где n означава дужину улазног низа.

## Веза са другим алгоритамским проблемима
Проналазак најдужег растућег подниза се може свести на проблем проналаска најдужег заједничког подниза, који има квадратну сложеност. Најдужи растући подниз низа S је заправо најдужи заједнички подниз низова S и T, где је T сортиран низ S.

## Решење засновано на динамичком програмирању
Постоји праволинијско решење засновано на динамичком програмирању, које, као и решење засновано на проблему најдужег заједничког подниза, има квадратну сложеност. Нека је са D[k] означена дужина најдужег растућег подниза низа A, са ограничењем да је последњи елемент управо A[k]. С обзиром да се глобално решење проблема мора завршити у неком елементу низа A, коначно решење проблема се може добити проналаском максималне вредности у низу D.
За рачунање елемената низа D, може се применити следећа рекурзивна формула. За рачунање вредности D[k], посматрамо скуп свих индекса Sk, за које важи i < k и A[i] < A[k]. Ако је скуп Sk празан, тада су сви елементи који се налазе пре A[k] у низу А већи од њега, па је D[k] = 1. Иначе, ако пронађемо максималну дужину најдужег растућег подниза у оквиру скупа Sk, тада само додамо елемент A[k] на крај овог низа. Дакле, важи следећа формула:
{\displaystyle D(k)=\max\{D(i)|\;i\ \in \ S_{k}\}\;+\;1}
За реконструкцију једног од решења, може се искористити помоћни низ P. Наиме, P[k] ће представљати индекс i, добијен при рачунању D[k]. Најдужи растући подниз се може реконструисати једним проласком кроз низ P од назад.

## Опис ефикасног решења
Следећи алгоритам решава ефикасно проблем проналаска најдужег растућег подниза уз употребу низова и бинарне претраге. Алгоритам редом обрађује елементе улазног низа и у сваком тренутку рачуна најдужи растући подниз до тада обрађених елемената. Нека су елементи улазног низа означени са X[0], X[1], итд. Након обраде елемента X[i], чувају се следеће вредности у два низа:
M[j] — чува вредност индекса k низа X, такву да је X[k] најмањи могући последњи елемент свих растућих поднизова дужине ј, где је k ≤ i.
P[k] — чува индекс претходника од X[k] у најдужем растућем поднизу који се завршава у X[k].
Додатно, алгоритам може чувати у променљивој L дужину до тада пронађеног најдужег растућег подниза.
Приметимо да, у било ком тренутку извршавања алгоритма, низ 
X[M[1]], X[M[2]], ..., X[M[L]]
је неопадајући. Уколико постоји растући подниз дужине i који се завршава у X[M[i]], онда постоји и подниз дужине i-1, који се завршава у мањој вредности, тј. у вредности X[P[M[i]]]. За проналазак те вредности можемо искористити бинарну претрагу која има логаритамску сложеност.
Псеудокод описаног решења:
```
 P = niz dužine N
 M = niz dužine N + 1

 L = 0
 
for
 i 
=
 0 
to
 N-1:
   // Binarna pretraga najveceg broja j ≤ L
   // takva da je X[M[j]] < X[i]
   lo = 1
   hi = L
   
while
 lo ≤ hi:
     mid = ceil((lo+hi)/2)
     
if
 X[M[mid]] < X[i]:
       lo = mid+1
     
else
:
       hi = mid-1

   // Nakon pretrage, lo je za 1 veci od
   // duzine najveceg prefiksa od X[i]
   newL = lo

   // Prethodnik od X[i] je poslednji indeks 
   // podniza duzine newL-1
   P[i] = M[newL-1]
   M[newL] = i

   
if
 newL > L:
     // Ukoliko je pronadjen podniz duzine vece od bilo koje
     // duzine koja je do sada pronadjena, azuriramo vrednost L
     L = newL

 // Rekonstruisemo najduzi rastuci podniz
 S = array of length L
 k = M[L]
 
for
 i 
=
 L-1 
to
 0:
   S[i] = X[k]
   k = P[k]

 
return
 S
```

С обзиром да алгоритам користи бинарну претрагу, сложеност овог решења износи O(n log n).

### Имплементација у програмском језику C++
```
#define ARRAY_SIZE(A) sizeof(A)/sizeof(A[0])

// Binarna pretraga

int
 
CeilIndex
(
int
 
A
[],
 
int
 
l
,
 
int
 
r
,
 
int
 
key
)
 
{

    
int
 
m
;

    
while
(
 
r
 
-
 
l
 
>
 
1
 
)
 
{

        
m
 
=
 
l
 
+
 
(
r
 
-
 
l
)
/
2
;

        
(
A
[
m
]
 
>=
 
key
 
?
 
r
 
:
 
l
)
 
=
 
m
;
 

    
}

    
return
 
r
;

}

int
 
LongestIncreasingSubsequenceLength
(
int
 
A
[],
 
int
 
size
)
 
{

    

    
int
 
*
tailTable
   
=
 
new
 
int
[
size
];

    
int
 
len
;
 
// uvek pokazuje na praznu vrednost

    
tailTable
[
0
]
 
=
 
A
[
0
];

    
len
 
=
 
1
;

    
for
(
 
int
 
i
 
=
 
1
;
 
i
 
<
 
size
;
 
i
++
 
)
 
{

        
if
(
 
A
[
i
]
 
<
 
tailTable
[
0
]
 
)

            
// nova najmanja vrednost

            
tailTable
[
0
]
 
=
 
A
[
i
];

        
else
 
if
(
 
A
[
i
]
 
>
 
tailTable
[
len
-1
]
 
)

            
// A[i] pokusava da prosiri najduzi podniz

            
tailTable
[
len
++
]
 
=
 
A
[
i
];

        
else

            
// A[i] pokusava da postane kandidat za trenutni kraj postojeceg podniza

            
tailTable
[
CeilIndex
(
tailTable
,
 
-1
,
 
len
-1
,
 
A
[
i
])]
 
=
 
A
[
i
];

    
}

    
delete
[]
 
tailTable
;

    
return
 
len
;

}

```